# Thèmes abordés dans Nip/Tuck
Nip/Tuck est une série américaine mélangeant humour et drame racontant le quotidien de deux chirurgiens esthétiques, Sean McNamara et Christian Troy, officiant dans leur clinique privée à Miami puis à Los Angeles. La série a été très controversée, notamment aux États-Unis,, pour avoir traité de nombreux sujets tabous.

## Thèmes généraux
Chirurgie esthétique
- En tant que série consacrée à la vie de deux chirurgiens esthétiques, Nip/Tuck contient de nombreuses scènes d'opérations chirurgicales.
- Tous les personnages principaux ont subi une intervention chirurgicale durant la série (hormis Grace Santiago).

Accidents opératoires
- Dans l'épisode 1.03, Nanette Babcock, Mme Grubman menace Sean McNamara de le traîner en justice pour avoir oublié un outil dans son corps lors d'une opération. Elle décide de ne pas le poursuivre en échange de la gratuité à vie des services des deux chirurgiens.
- Dans l'épisode 2.06, Bobbi Broderick, une femme âgée a recours à la liposuccion, puis doit faire face à de multiples contusions et un ventre fripé. Elle accuse alors Sean et Christian de plusieurs manières : elle menace Sean et exhibe son ventre dans un restaurant, fait de même dans la salle d’attente de la clinique et va jusqu’à contacter une journaliste locale, Andrea Hall, pour écrire un article à scandale sur les chirurgiens. Bobbi révèle plus tard qu’elle est responsable de l’état de son ventre, notamment à cause d’une prise de poids immédiate après l’opération.
- Dans l’épisode 2.13, Oona Wenworth, Merrill Bobolit crée sa propre forme de Botox qui cause une infection de la peau une fois qu’elle est injectée. Merrill tue aussi une de ses patientes alors qu’il effectue sur elle une liposuccion en état d’ébriété. Il tente alors de découper le corps et de le cacher dans une valise.
- Dans l'épisode 5. 17, Roxy St. James, Olivia Lord fait une crise cardiaque alors que Sean est en train de l'opérer. L'autopsie révèlera qu'elle prenait des antidépresseurs, ce qui est incompatible avec le produit anesthésiant qui a servi à l'endormir.

Paternité
- Dans l’épisode 1.13, Escobar Gallardo, Christian s’occupe de l’accouchement de Gina et découvre que Wilber, le bébé, est noir, ce qui signifie que Christian n’est pas le père.
- Dans l’épisode 2.08, Agatha Ripp, Sean apprend que Christian est le vrai père de Matt, ce qui plonge alors leurs vies dans le chaos.
- Dans l'épisode 5.14, Candy Richards, Christian apprend qu'il a une fille naturelle, Emme Lowell.

## Sexualité

### Comportements illégaux
Pédophilie
- Dans l’épisode 1.01, The Pilot, un homme veut une intervention chirurgicale après avoir violé la fille de son patron, qui n’avait que 6 ans.
- Dans l'épisode 1.08, Cara Fitzgerald, un prêtre pédophile s'adresse au cabinet pour effacer une tache de naissance sur le sexe qui aurait permis à ses victimes de le faire identifier. Dans ce même épisode, Devon Greco, une patiente, s'adresse aux docteurs Troy et McNamara pour modifier son nez qui ressemble trop à celui de son père qui a abusé d'elle petite.
- Le Dr. Christian Troy mentionne à plusieurs reprises avoir été violé par son père adoptif lorsqu’il était jeune.

Inceste
- Dans l’épisode 2.13, Oona Wentworth, on apprend qu'Ava entretient des relations sexuelles avec son fils, Adrian. Cependant, quelques épisodes plus tard, on apprend aussi qu'Ava n'est pas la vraie mère d'Adrian, ce qui élimine tout inceste biologique entre eux (mais pas l'inceste moral).
- Dans l’épisode 3.06, Frankenlaura, Silas Prine avoue avoir eu des relations sexuelles avec sa sœur décédée.
- Dans l’épisode 3.15, Quentin Costa, il est révélé que Quentin Costa a une anomalie génétique due au fait que ses parents étaient frère et sœur.
- Dans l’épisode 3.15, Quentin Costa, on apprend que Quentin Costa et le détective Kit McGraw sont frère et sœur. La série nous laisse croire qu'il y a une forte probabilité pour qu'ils aient des relations sexuelles en pleine connaissance de cause. Ainsi, dans l’épisode 3.03, Derek, Alex, and Gary, dans lequel Christian, Quentin, Kimber et Kit se livrent à une partie à quatre, Quentin et Kit, en sous-vêtements, se frottent l’un à l’autre et s'embrassent sur la bouche.
- Dans l'épisode 5. 13, August Walden, Matt a une relation sexuelle avec Emme Lowell, une patiente de la clinique, en ignorant qu'elle est la fille naturelle de Christian, et donc sa demi-sœur. Même après avoir découvert leur lien de parenté, ils continuent d'éprouver une vive attirance l'un pour l'autre.

Viol
L'âge légal dans l'État de Floride pour avoir des relations sexuelles est de 16 ans, l'âge du partenaire entrant en ligne de compte en cas de trop grande différence est soumis à l'appréciation du juge local.
- Dans l’épisode 2.06, Bobbi Broderick, Ava couche avec Matt, qui n’a alors que 17 ans.
- Dans l’épisode 2.13, Oona Wentworth, on apprend qu'Ava entretient des relations sexuelles avec son fils Adrian, qui n’a que 17 ans.
- Dans l'épisode 5.07, Dr. Joshua Lee, le personnage d'Aidan Stone se vante du fait qu'il couche avec de nombreuses filles de moins de 18 ans. Dans ce même épisode, Sean couche à plusieurs reprises avec Eden, qui vient à peine d'avoir 18 ans, ce qui le culpabilise car il a l'impression de coucher avec une mineure.

- Dans l’épisode 2.02, Christian Troy, Henry, l’ami de Matt, viole Cara Fitzgerald.
- Le Découpeur, un violeur en série, a été un personnage récurrent lors des saisons 2 et 3, faisant du viol (aussi bien sur les hommes que sur les femmes) un thème récurrent. Christian en a notamment été victime.
- Dans l'épisode 3. 05, Granville Trapp, Christian retrouve sa mère biologique qui lui apprend qu'il est né d'un viol.
- Dans l'épisode 6.07, Alexis Stone II, Matt se fait violer par son compagnon de cellule en prison. Matt finira par le tuer.
- Dans l'épisode 6.09, Benny Nilsson, Christian apprend que le père adoptif du patient Benny Nilsson le viole quotidiennement pour de l'argent. Christian se venge en lui disant de quitter Los Angeles et de lui laisser de l'argent.

Nécrophilie
- Dans l’épisode 3.06, Frankenlaura, Silas Prine a conservé à la morgue des membres humains de personnes décédées et les a assemblés afin de reconstituer un corps pour sa sœur décédée dont il avait gardé la tête après son accident mortel. Il eut alors des relations sexuelles avec le corps « de sa sœur ».

Prostitution
- L'un des personnages-clés de la quatrième saison, Michelle Landau, est une ancienne prostituée. Un autre personnage important, James, est son ancienne maquerelle.
- Dans l'épisode 4. 05, Dawn Budge, Christian, ayant urgemment besoin de quatre-cent mille dollars pour pouvoir aider Michelle, accepte d'avoir un rapport sexuel avec l'une de ses riches patientes (bien qu'il la trouve repoussante) en échange de cette somme.
- Dans l'épisode 4. 09, Liz Cruz, Christian a un rapport sexuel avec une prostituée.
- Lors de l'épisode 5.02, Joyce & Sharon Monroe, Christian propose à deux sosies de Marilyn Monroe de coucher avec lui pour de l'argent. Elles acceptent.
- Au cours des épisodes 5.03 et 5.04, Everett Poe et Dawn Budge II, Christian devient gigolo.
- Dans l'épisode 5.05, Chaz Darling, Kimber, poussée par le manque d'argent ainsi que sa dépendance à la drogue, se prostitue.

### Autres tabous
Sodomie
- Dans l'épisode 2.14, Sean demande à Kimber de lui faire "l'amour par derrière", ce qu'elle accepte.
- Dans l’épisode 3.11, Abby Mays, Sean découvre Quentin se faisant sodomiser par un patient, un soldat défiguré par des éclats d’obus. Sean en déduit donc que : soit c’est Quentin qui l’y a forcé (ce qui ferait révoquer Quentin), soit le soldat admet être homosexuel et dans ce cas il sera renvoyé de l’armée. Finalement, Quentin appelle lui-même le supérieur du soldat et l’informe de l’incident, en disant que son patient était consentant.

Sexualité orale
- Dans l’épisode 1.01, Pilot, Kimber fait une fellation à Christian.
- Dans l’épisode 3.03, Derek, Alex, and Gary, des étudiantes rencontrées lors d’une fête de l’amitié pratiquent une fellation à Sean et à Quentin.
- Dans l'épisode 5.18, Ricky Wells, Christian apprend à Liz comment pratiquer une fellation.
- Dans l'épisode 5.19, Manny Skerrit, un patient veut se faire raccourcir le pénis car il ne peut plus faire ses cours de yoga. Il explique à Sean et Christian qu'il se pratique des fellations constantes.

Sadisme et masochisme
- Dans l’épisode 1.09, Sophia Lopez II, Christian donne Kimber à Merrill Bobolit en échange d’une Lamborghini.  Kimber apprend la vérité, attache Christian à son lit, joue en le menaçant d'un couteau et finalement le laisse ainsi pour qu’il soit découvert par sa femme de ménage.
- Dans l’épisode 3.11, Abby Mays, Christian humilie une patiente venue le voir pour une liposuccion. Il lui propose de venir chez lui et de coucher ensemble à la condition qu’elle porte un sac en papier sur la tête. Elle avoue plus tard avoir aimé ce moment, confie être masochiste, dit à Christian qu’il est sadique, et que, s'il le veut, ils peuvent continuer à se voir.
- Dans l'épisode 5.01, Carly Summers, Bob Easton, un patient, entretient une relation sado-masochiste violente avec une femme dont on ignore le nom (et qui est jouée par Tia Carrere).

Pornographie
- Dans l'épisode 1.04, Sophia Lopez, Christian mise sur une clientèle d'actrices porno pour renflouer les caisses du cabinet.
- Dans l’épisode 2.09, Kimber Henry, Kimber révèle être une actrice pornographique et aspirer à devenir réalisatrice dans le milieu du porno.
- Tout au long de la saison 3, Kimber est une star du porno, notamment en tant qu'actrice et productrice. Elle tire finalement un trait sur sa carrière après que Christian lui ait avoué un peu avant leur mariage que ça le dérangeait que son épouse soit une star du porno. Lors de la saison 5, Kimber revient dans l'industrie du porno.
- Dans l'épisode 5.05, Chaz Darling, Kimber tente un retour dans l'industrie du X. Mais son ancien patron finit par convaincre Matt, qui est alors son mari, de jouer dans un porno gay. Au dernier moment cependant, Kimber réussit à le faire changer d'avis.
- Ram Peters, personnage récurrent de la saison 5, est acteur et réalisateur dans l'industrie du porno.
- Dans l'épisode 5.12, Lulu Grandiron, on apprend qu'Eden, la fille d'Olivia, l'amante de Julia, est devenue actrice porno. Ram Peters et Kimber Henry l'ont tous deux prise sous leurs ailes.
- Dans l'épisode 6.02, Enigma, Kimber veut lancer une marque de godemichets, afin de rester dans la ligne du porno.
- Dans l'épisode 6.19, Hiro Yoshimura, un réalisateur octogénaire de films X meurt lors d'un gang bang.

Dépendance sexuelle
- Dans l’épisode 1.05, Kurt Dempsey, Christian fréquente une réunion de "nymphomanes anonymes"  pour les personnes ayant des problèmes d’hypersexualité.
- Gina Russo, personnage récurrent de la série, est nymphomane et sexuellement dépendante. C'est lors de cette réunion de nymphomanes anonymes qu'elle a rencontré Christian.
- Faith Wolper, personnage récurrent de la saison 4, est elle aussi dépendante au sexe.

Sexualité de groupe
- Dans l’épisode 1.05, Kurt Dempsey, puis dans quelques épisodes suivants, Matt fait ménage à trois avec son ex-petite amie et sa nouvelle copine lesbienne.
- Dans l’épisode 1.07, Cliff Mantegna, Christian et Kimber se rendent à 'The Scene', une soirée échangiste célèbre et huppée. Pour faire plaisir à Christian, Kimber se lance dans une relation avec une autre fille tandis que Christian observe la scène.
- Dans l’épisode 2.09, Rose and Raven Rosenberg, Christian et Sean font une partie à trois avec une femme nommée Renee, qui ressemble beaucoup à Julia.
- Dans l’épisode 3.01, Momma Boone, Kimber entre dans la chambre où Christian et Kit sont en train de coucher ensemble. Elle les rejoint, et commence ainsi une partie à trois. Christian, Kimber et Kit continueront de coucher à trois pendant deux autres épisodes.
- Dans l’épisode 3.03, Derek, Alex, and Gary, Christian, Quentin, Kimber, et le détective Kit McGraw font une partie à quatre, rapidement écourtée lorsque Quentin manifeste son attirance pour Christian.
- Dans l'épisode 4.01, Cindy Plumb, Christian fait un plan à trois avec deux prostituées mère et fille.
- Dans l'épisode 6.19, Hiro Yoshimura dernier épisode de la série, Christian et Sean couchent avec deux prostituées chinoises.

Masturbation
- Dans l’épisode 2.03, Manya Mabika, Sean surprend Julia en train de se masturber tout juste après avoir couché avec elle. Dans ce même épisode, la patiente Manya Mabika, venue pour réparer une excision, découvre le plaisir sexuel en même temps que le plaisir solitaire sur les conseils de Liz.
- Dans l’épisode 2.06, Bobbi Broderick, Matt est attrapé par la police alors qu’il se masturbait en public devant la fenêtre d’Ava. Elle était alors en train de se déshabiller.
- Dans l'épisode 2.07, Naomi Gaines, Adrian, le fils d'Ava, propose à Matt une "petite branlette".
- Dans l'épisode 5.03, Everett Poe, Eden profite d'une opération pour faire croire que Sean l'a masturbé.
- Dans l’épisode 6.01, Don Hoberman, l’avocat de Liz souhaiterait que Christian se masturbe devant lui.
- Dans l'épisode 6.07, Alexis Stone II, Erica, la mère de Julia, trouve son compagnon en train de se masturber, mais il semble cacher un vêtement. Erica veut absolument découvrir ce qu'il  cache. Elle découvre avec horreur que c’est une culotte d'Annie, sa petite-fille. Elle lui demande de quitter la maison sur le champ, le soupçonnant de pédophilie et de viol sur cette dernière.
- Dans l'épisode 6.13, Joel Seabrook, Christian reçoit un patient qui se nomme Adam Wise, ce dernier est un adepte de l’asphyxie érotique qui consiste à s’étrangler pour accroitre le désir. Le patient se fait prendre en train de se masturber par Christian. Christian est seul chez lui, et décide de tenter l’asphyxie lui-même tout en se masturbant.

Adultère
- Dans l’épisode 1.06, Megan O'Hara, Sean entame une relation extraconjugale avec Megan après que Julia ait fait une fausse couche.
- Dans l'épisode 4.09, Liz Cruz, Julia trompe Sean avec Marlowe, la nounou de leur fils Conor.
- Dans la saison deux et la saison six, Sean et Kimber trompent leurs amants, Julia et Christian.

Puberté et Règles
- Dans l’épisode 2.04, Mrs. Grubman, Sean et Julia sont confrontés à l’apparition précoce des règles chez leur fille Annie.

Homosexualité
- Liz Cruz, l'un des personnages principaux de la série, est lesbienne.
- Dans l’épisode 1.05, Kurt Dempsey, l’ex-petite amie de Matt, Vanessa, a une petite amie, Ridley.
- Dans l'épisode 2.01, Erica Noughton, le meilleur ami de la patiente Libby Zucker, Chad, est homosexuel. Libby en est amoureuse et va finir par le tuer par jalousie.
- Dans l'épisode 2.07, Naomi Gaines, Adrian Moore, le fils d'Ava, essaie d'embrasser Matt. Ce dernier lui rétorque qu'il n'est pas gay.
- Dans l'épisode 3.11, Abby Mays, le militaire défiguré qui s'est adressé au cabinet Troy/McNamara couche avec Quentin alors qu'il lui avait dit qu'il n'était pas gay.
- Dans l'épisode 4.02, Blu Mondae, le patient Mitchell Skinner, un homosexuel qui vient d'être abandonné par son compagnon, essaie de coucher avec Christian. Ce dernier réagit en lui cassant la figure et en le virant de chez lui.
- Dans l'épisode 4.06, Faith Wolper PhD, Christian fait des fantasmes homosexuels à propos de Sean.
- Au cours de la saison 5, Julia devient lesbienne et se met en couple avec Olivia. Cependant Liz, elle-même homosexuelle, pense que Julia ne l'est pas vraiment, mais que trop souvent déçue par les hommes, elle est allée "faire du tourisme" (selon l'expression utilisée par Liz).
- Lors de l'épisode 5.02, Joyce & Sharon Monroe, Fiona McNeil, agent publicitaire du cabinet McNamara/Troy, fait faire à Christian des photos de nu pour un magazine gay, ce qui devait lui ramener de la clientèle.
- Au cours de l'épisode 5.05, Chaz Darling, Matt, en grand besoin d'argent, a failli tourner dans un film X gay, mais Kimber le persuade de ne pas le faire au dernier moment.
- Dans l'épisode 5.09, Rachel Ben Natan, Freddy Prune, créateur de la série Cœur et Scalpels et petit-ami de Dawn Budge, assiste à une gay pride, il craque et avoue à Dawn être gay ; elle s'en doutait fortement et elle finit par lui envoyer un coup de poing.

Bisexualité
- Dans l’épisode 1.07, Cliff Mantegna, Kimber entame un rapport sexuel avec une autre femme lors d’une soirée échangiste.
- Dans l’épisode 3.01, Momma Boone, Kimber et Kit se lancent dans un rapport sexuel avec Christian.
- Dans l’épisode 3.03, Derek, Alex, and Gary, on découvre que Quentin est bisexuel.

Transidentité
- Dans l’épisode 1.04, Sophia Lopez, puis dans l'épisode 1.09 Sophia Lopez II, Sophia Lopez, le patient central, est un homme qui veut devenir une femme.
- Au cours de la saison 2, Matt sort et couche avec Ava, qui est transgenre (Matt l’ignore).
- Au cours de la saison 3, Matt rencontre un travesti, Cherry Peck, qu’il bat avant de devenir, plus tard, son ami.
- Dans l'épisode 6.06, Alexis Stone, Christian couche avec une serveuse qui lui révèle être un homme. Dans l'épisode 6.07 Alexis Stone II, la serveuse explique à Christian qu'en fait il est seulement homosexuel et souhaite que Christian lui fasse un nouveau pénis.

Zoophilie
- Dans l’épisode 4.04, Shari Noble, Shari, une patiente, a une relation amoureuse avec son chien.

## Problèmes personnels

### Comportements illégaux
Trafic de drogue
- Dans l’épisode 1.01, Pilot, Christian refait le visage d’un trafiquant de drogue argentin.
- Dans les épisodes 1.12 et 1.13, Antonia Ramos et Escobar Gallardo, Christian et Sean sont obligés d'opérer des femmes qui ont des implants remplis d'héroïne dans les seins destinés au trafiquant de drogue Escobar Gallardo.

Dépendance à la drogue
- Dans l’épisode 1.01, Pilot, Christian prend un rail de cocaïne sur le dos de Kimber.
- À la fin de la saison 1, on constate que Kimber est accro à la cocaïne.
- Dans l’épisode 2.04, Mrs Grubman, on découvre que Kimber est toujours accro à la cocaïne, et Christian répare le trou dans son septum (cloison nasale).
- Dans l'épisode 2.12, Julia McNamara, Julia sniffe un rail de coke.
- Dans l’épisode 2.13, Oona Wentworth, Merrill Bobolit est accro à un anesthésique, et opère sous l’emprise de la drogue.
- Dans l’épisode 3.09, Hannah Tedesco, Quentin réalise une transplantation faciale sous l’emprise de la cocaïne.
- Lors de la saison 5, Matt et Kimber sont dépendants à la drogue.

Anthropophagie
- Dans l'épisode 5.11, Kyle McKenzie, un jeune couple victime d'un accident en pleine montagne s'adresse à Sean et Christian: alors que les secours tardaient à venir, le mari a découpé une partie de la viande de son propre bras et l'a donnée à manger à son épouse pour lui éviter une mort certaine. Il demande donc à Sean et Christian de lui reconstruire le bras.

### Physique
Vieillissement
- Dans l’épisode 1.01, Pilot, Christian injecte du Botox à de nombreuses femmes.
- Dans l’épisode 2.01, Erica Noughton, Christian offre une injection de Botox à Sean pour son 40e anniversaire. En outre, les docteurs pratiquent une intervention de chirurgie reconstructrice sur une patiente qui avait été défigurée lors d’une tentative d’homicide mutuel avec son meilleur ami par peur de vieillir.
- Dans l’épisode 3.04, Rhea Reynolds, une vieille femme veut recourir à la chirurgie esthétique pour se rajeunir afin que son mari, atteint de la maladie d’Alzheimer, la reconnaisse à nouveau.
- Dans l'épisode 5.19, Manny Skerrit, Kimber et Christian injectent du Botox dans les lèvres de sa fille, Jenna.

Jumeaux
- Dans l’épisode 1.02, Mandi/Randi, les personnages principaux sont deux jumelles qui veulent se faire opérer pour ne plus se ressembler. Après leur opération, Randi, une des jumelles, vit un choc émotionnel car elle croit que sa sœur est plus belle qu’elle.
- Dans l’épisode 6.05, Jumeaux parasites, le personnage d'Abigail Sullivan souhaite se séparer de sa jumelle parasite qu'elle porte dans son épaule pour vivre sa propre vie, avant de se rendre compte que la séparation est psychologiquement difficile à supporter.

Obésité
- Dans l’épisode 1.03, Nanette Babcock, Nanette demande à Sean et Christian une liposuccion pour pouvoir être maigre pour la réunion d’anciens camarades de son école.
- Dans l’épisode 3.01, Momma Boone, le personnage principal est extrêmement obèse et a fusionné avec son canapé après y avoir été assise sans se lever des années durant. Sean et Christian sont chargés de l’opérer pour la séparer du canapé.
- Kate Tinsley, personnage récurrent de la saison 5, est une ancienne obèse qui a suivi un régime draconien.
- Dans l'épisode, 6.08 Lola Wlodkowski, Christian couche à plusieurs reprises avec une patiente obèse et remet en question sa sexualité.

Mutilation sexuelle
- Dans l'épisode 1.02, Mandi/Randi, Matt tente une auto-circoncision avec une méthode qu'il a trouvée sur le net. Malheureusement pour lui, il se loupe. Son père Sean est obligé de rattraper le problème en l'opérant dans l'épisode suivant.
- Dans l’épisode 2.03, Manya Mabika, Sean et Christian reconstruisent le clitoris d'une femme qui a été excisée.
- Dans l'épisode 3.15, Quentin Costa, Matt et son ami transsexuel Cherry sont à la merci d'un néo-nazi, qui oblige Matt à découper le pénis de Cherry.

Automutilation
- Dans l’épisode 1.02, Mandi/Randi, et l’épisode 1.03, Nanette Babcock, Matt tente de se circoncire lui-même après avoir lu des méthodes sur internet. Il s’évanouit à cause de la douleur, et Sean doit alors terminer l’opération.
- L’épisode 3.04, Rhea Reynolds, se terminant avec Sean se mutilant le bras avec un couteau de cuisine, reflète le thème de général de l'épisode : l'expression de la douleur émotionnelle par la douleur physique.
- Dans l'épisode 6.11, Dan Daly, un patient souffre d'une maladie rare qui le pousse à la mutilation, jusqu'aux limites du cannibalisme.

Stigmate
- Dans l’épisode 2.08, Agatha Ripp, Agatha vient voir Sean et Christian pour un cas de stigmates.  Elle confesse finalement que les stigmates sont l’œuvre d’une sœur de l’église chez qui elle est réfugiée.

Malformation génétique
- Dans un épisode, Christian opère un bébé qui a une queue du diable au niveau du coccyx.
- Dans l’épisode 3.15, Quentin Costa, on apprend que Quentin a un déficit hormonal (dû à la consanguinité de ses parents), qui est responsable de son absence de pénis.
- Dans la saison 4, Conor McNamara, le fils de Sean et Julia, s'avère avoir une malformation très rare des mains (une ectrodactylie).

### Problèmes de famille
Divorce et séparation
- Dans l’épisode 1.01, Pilot, Sean quitte Julia alors qu’elle traverse sa crise de la quarantaine, et va vivre dans un appartement. Ils se réconcilient, mais dans l’épisode 2.08, Agatha Ripp, Sean apprend que Christian est le vrai père de Matt et ordonne à Julia de quitter à son tour la maison.  Finalement, dans l’épisode 3.03, Derek, Alex, and Gary, une conversation entre Sean et Christian révèle que Sean et Julia ont divorcé entre deux épisodes. Ils décident de vivre à nouveau ensemble à la fin de l'épisode 3.15, Quentin Costa, et se remarient dans la saison 4 ; mais ils se séparent à nouveau dans l'épisode 4.11, Conor McNamara 2026.

Avortement et fausse couche
- Dans l’épisode 1.05, Kurt Dempsey, Julia fait une fausse-couche à la suite du non-respect des consignes de son médecin l’obligeant à rester allongée pendant toute la grossesse.
- Dans l’épisode 2.08, Agatha Ripp, Liz, qui est inséminée artificiellement par Christian, avorte en raison de problèmes de santé détectés sur le bébé.
- Dans l’épisode 3.13, Joy Kringle, Julia apprend qu’elle est à nouveau enceinte. Elle et Sean se rendent à une clinique d’avortement, mais tous deux changent d’avis à la dernière minute.
- Dans l'épisode 6.10, Wesley Clovis, Kimber avorte du bébé de Christian. À la suite de cet avortement on lui explique qu'elle ne pourra plus avoir d'enfant.

### Divers
Accident de la route
- Dans l’épisode 1.08, Cara Fitzgerald, Matt et son ami Andrew Leeds Henry heurtent Cara avec la voiture de Henry en conduisant sous l’influence de marijuana. Croyant qu'il s'agit d'un animal, ils quittent rapidement la scène après l’accident. Cara s'en sort vivante, mais défigurée.
- Dans l’épisode 2.04, Joel Gideon, Sean est heurté par un pick-up et est hospitalisé.
- Dans l'épisode 4.06, Faith Wolper Phd, Monica se fait heurter de plein fouet par un car.
- Dans l'épisode 4.13, Reefer, il est révélé que le père et la belle-mère de Wilber sont morts dans un accident de voiture.
- Dans l'épisode 5.14, Candy Richards, Christian et Annie ont un accident de voiture en essayant d'échapper à des paparazzi lancés à leurs trousses. Christian s'en sort avec un bras cassé, tandis qu'Annie aura besoin d'une intervention chirurgicale pour effacer les cicatrices sur son visage.

Catastrophe aérienne
- Dans l’épisode 3.12, Sal Perri, un avion s’écrase peu après son décollage, faisant un grand nombre de morts. Sean, Christian, Julia, et Liz se portent volontaires pour aider les blessés en leur apportant les soins nécessaires pendant que Julia cherche sa mère qui faisait partie des passagers. Julia se prouve à elle-même qu’elle est capable de beaucoup en tant que chirurgienne, après avoir réalisé une greffe de peau sur une victime terriblement brûlée.

Enlèvement par les extraterrestres
- Dans l'épisode 5.07, Dr. Joshua Lee, un homme affirmant avoir découvert des preuves de la vie extraterrestre va à McNamara/Troy pour se faire enlever un implant qui aurait été implanté par des extraterrestres. Quand une jeune femme mince affirmant être sa fille vient pour le ramener avec des médecins, il dit que sa fille est grosse et les accuse d'être des agents du gouvernement venus le kidnapper pour étouffer l'affaire. Croyant qu'il a Alzheimer, Sean et Christian l'amènent avec eux. Mais plus tard, sa vraie fille, grosse, vient pour le chercher en affirmant que son père avait disparu depuis des mois.

Racisme, Néo-nazisme, Homophobie
- Le personnage principal Liz Cruz, lesbienne, fait souvent référence à l'intolérance dont elle a pu être victime.
- Dans l'épisode 1.03, Nanette Babcock, Sean justifie le renvoi de l'ancien psychologue du cabinet, le Dr. Pendelton (remplacé par Grace Santiago) en disant notamment qu'il est raciste.
- Dans l'épisode 1.12, Antonia Ramos, Sophia Lopez se fait rejeter par les femmes de son cours de fitness (hormis Julia) parce qu'il s'agit d'un transsexuel.
- Dans l'épisode 3.02, Kiki, Matt insulte et tabasse violemment Cherry, le transsexuel qu'il avait dragué, après s'être aperçu que Cherry possédait toujours un pénis et n'était donc pas "une vraie femme".
- Dans l'épisode 3.03, Alex, Derek and Gary, Sean et Christian plaisantent sur la bisexualité de Quentin. Lorsque ce dernier les surprend, il les menace à mots couverts de porter plainte pour homophobie.
- Dans l’épisode 3.10, Madison Berg, Matt sort avec Ariel, une raciste pro-nazi.
- Dans l’épisode 3.11, Abby Mays, il est évoqué qu'Ariel a été inculpée pour actes de vandalisme, dont le marquage à la croix gammée du casier d’un étudiant juif. Dans ce même épisode, Quentin a un rapport sexuel avec l'un de ses patients, un militaire, et finit par révéler à ses supérieurs l'homosexualité de ce dernier, qui entraîne son renvoi de l'armée. En effet, aux États-Unis, les homosexuels ne sont tolérés dans aucun corps militaire.
- Dans l’épisode 3.15, Quentin Costa, le père d'Ariel, un néo-nazi, profère des propos homophobes lorsqu'il tient Matt et Cherry à sa merci, et oblige le premier à couper le pénis du second.
- Dans la saison trois, Ariel apprend qu'elle a de la famille de couleur noire et qu'avec le temps sa mélanine changera, elle panique car son père est un néo-nazi.

Religion
- Dans l’épisode 1.08, Cara Fitzgerald, la mère de Cara croit que sa fille peut être soignée uniquement par la prière. Sean obtient la charge de Cara et sauve sa vie. Tandis que Christian reconnaît au journal télévisé que un patient, Mike Shane, est en réalité un prêtre catholique soupçonné de pédophilie. Christian va à l’église. Il se rend au confessionnal et s’entretient avec Michael Shannon. Cela fait 22 ans qu’il ne s’est pas confessé et il a beaucoup péché. Il a perdu la foi. Il a été alcoholique, se droguait et manque de respect envers les femmes avec qui il couche. Il finit par dire que dans 20 ans les petits garçons que le père Shannon a violé viendront dévoiler les mêmes blessures. Michael croit avoir affaire à un parent mais il est confus lorsque Christian dévoile qu’il est son chirurgien esthétique. Michael se défend en informant qu’il était malade et que maintenant il a tout arrêté, il n’a pas touché de petit garçon depuis deux ans ! Il se repend à sa façon. Il essaie de s’enfuir mais Christian s’enferme dans sa loge avec lui. Il sort un scalpel et un téléphone. Il le menace de se rendre à la police sans quoi Christian le laisse se vider de son sang après avoir sectionné une artère. Michael le supplie de la laisser car en prison il se fera tuer. Christian lui plante le scalpel dans la cuisse. Il annonce qu’il a des photos compromettantes et qu’il vaut mieux qu’il se rende à la police ("Si vous voulez sauver votre âme, dénoncez vous à la police ! De toutes façons vous irez en prison ... Que vous alliez en Enfer après ça dépendra de vous !"). Plus tard, le père prie avant de quitter l’église, accompagné par les forces de l’ordre. Christian prie également jusqu’à ce que Sean le rejoigne. Christian lui apprend qu’il ne parvient pas à se pardonner d’avoir laissé son père adoptif profiter de son corps contre l’achat de son silence. Il n’arrive pas à oublier. Sean dédramatise, ce n’est pas la faute de Christian s’il se faisait violer mais uniquement de son père. Christian n’avait rien quand il a été adopté. Il voulait devenir quelqu’un, alors il accepté l’argent que lui donner M. Troy contre l’échange de caresses pour s’offrir des cadeaux que personne ne lui faisait. Rempli de détresse, il serre Sean dans ses bras en se morfondant de s’être vendu contre de l’argent.
- Dans l'épisode 2.08, Agatha Ripp, la patiente Agatha veut se faire opérer des poignets; elle prétend en effet avoir des stigmates. Elle avoue finalement à Sean avoir accepté de se faire mutiler par une religieuse pour faire croire à un miracle. Au cours du même épisode, de jeunes parents amènent leur bébé à la clinique ; ce dernier possède quelques vertèbres en plus qui "dépassent". Ces vertèbres ressemblent à une petite queue, œuvre du diable selon les parents.
- Dans l'épisode 5.04, Dawn Budge II, Christian a comme patiente une nonne qui veut subir une réduction mammaire. Cette dernière voit en Christian une "brebis égarée", un homme bon dans le fond. Elle tente alors de le convaincre que la foi en Dieu n'est pas une mauvaise chose, et elle lui donne un chapelet. On les voit prier ensemble.
- Dans l'épisode 6.02, Jared McCloud, Christian et Sean ont affaire à un jeune patient, adepte du satanisme et du gothique, qui s'est gravé des croix inversées sur les joues et le nombre du diable sur le front.

Suicide
- Dans l’épisode 1.03, Nanette Babcock, Nanette se suicide après que Grace Santiago et Sean aient choisi de ne pas l’opérer.
- Dans l’épisode 1.10, Adelle Coffin, Megan se suicide en prenant une grande quantité de médicaments avec un verre de lait.
- Dans l’épisode 2.16, Joan Rivers, Adrian Moore se suicide avant que sa mère, Ava, ne parte pour Paris.
- Dans l'épisode 4.14, Willy Ward, James se suicide sous les yeux de Michelle.
- Dans l'épisode 6.13, Joel Seabrook, Christian et Sean reçoivent M. Seabrook, ce dernier a tenté une tentative de suicide en sautant du Golden Bridge mais n’est pas mort. Il a juste été défiguré et souhaiterait reprendre une apparence normale. Dans le même épisode après que Christian ait largué Kimber, elle se suicide en se jetant du bateau de Mike. On apprend par la suite qu'on ne retrouve plus son corps. Christian aura souvent des visions d'elle, lui rappelant toutes ses stupidités.

## Maladies

### Problèmes mentaux
Trouble de la personnalité multiple
- Dans l’épisode 1.11, Montana/Sassy/Justice, la patiente principale est atteinte de troubles psychologiques et possède plusieurs personnalités. Sean et Christian doivent l’opérer pour satisfaire certaines personnalités afin d’éviter que d’autres, plus violentes, ne refassent surface.

Troubles de l’identité corporelle
- Dans l’épisode 3.07, Ben White, le patient principal demande à Christian de l’amputer de la jambe car il en a un besoin compulsif. Lorsque Christian lui annonce qu’il refuse l’opération, il se tire une balle dans la jambe pour rendre l’opération irrémédiable.

Syndrome de Münchausen
- Dans l’épisode 3.04, Rhea Reynolds, le patient principal s’adresse au cabinet McNamara/Troy comme étant une victime du Découpeur. Elle est plus tard démasquée par Christian et admet avoir voulu attirer l’attention sur elle. Elle sera par la suite une réelle victime du Découpeur.

Syndrome de Stockholm
- Dans l’épisode 3.14, Cherry Peck, Kimber est retrouvée après avoir été agressée par le Découpeur.  Lorsqu’elle se met à adopter le point de vue du Découpeur (“La beauté est la malédiction de ce monde”), Christian pense qu’elle souffre du syndrome de Stockholm.

Syndrome de Treacher Collins
- Dans un épisode de la saison 4, Sean opère un patient atteint du syndrome de Treacher Collins. Ceci nécessite plusieurs opérations, ce que le patient refuse de faire.

Syndrome de Rapunzel
- Dans l'épisode 6.03, Briggitte Reinholt, Annie souffrirait du syndrome de Rapunzel: elle s'arrache les cheveux afin de les avaler. Sean devra par la suite l'opérer pour enlever une boule de cheveux qui s'est formée dans son tractus gastro-intestinal.

### Problèmes physiques
Cancer
- Dans l’épisode 1.06, Megan O'Hara, Megan a dû se faire opérer de la poitrine en raison d’un cancer dans chaque sein. Sean doit alors lui reconstruire la poitrine.
- Dans l'épisode 4.07, Conor McNamara, madame Grubman est sur le point de mourir d'un cancer. Elle demande à Christian de lui faire un lifting une fois qu'elle sera morte, avant qu'elle ne soit enterrée.
- Dans l'épisode 5.15, Ronnie Chase, Christian apprend qu'il est atteint d'un cancer du sein, mais apprend dans l'épisode 5.22 Giselle Moreau & Legend Chandler, que son dossier a été confondu avec une autre patiente, Christian est en rémission.

VIH et sida
- Dans l’épisode 2.15, Sean McNamara, Gina annonce à Christian qu’elle est séropositive au VIH. Christian contacte alors toutes les femmes avec qui il a couché depuis Gina, et leur demande d’aller faire le test.

Syndrome de Down
- Dans l’épisode 3.08, Tommy Bolton, le patient principal, un garçon atteint du syndrome de Down, veut être opéré pour ressembler davantage aux autres membres de sa famille.

Lithopédion
- Dans l’épisode 3.13, Joy Kringle, les chirurgiens trouvent un fœtus décédé dans le corps de Joy alors qu’ils effectuent une liposuccion.